# Ferrovia Palermo-Salaparuta
La ferrovia Palermo-Salaparuta (nota anche come Ferrovia Palermo-Camporeale, a causa del fatto che il sedime è stato effettivamente realizzato solo fino a Camporeale) è una ferrovia a scartamento ridotto parzialmente realizzata negli anni trenta ma mai completata, che doveva collegare la Stazione di Palermo Lolli con la stazione di Salaparuta in provincia di Trapani, sita lungo la linea a scartamento ridotto Castelvetrano-Santa Ninfa-Salaparuta-San Carlo-Burgio.

## Storia
La storia di questa ferrovia incompiuta si inquadra nei programmi di realizzazione di collegamenti ferroviari fra le zone costiere e l'interno della Sicilia portati avanti fra la fine del XIX secolo e la prima metà del XX secolo. L'inadeguatezza della rete viaria e la presenza delle attività estrattive nell'interno dell'isola furono tra le cause che incentivarono la realizzazione di un'imponente rete prevalentemente a scartamento ridotto, che collocò la Sicilia tra le prime regioni in Italia per estensione di questo tipo di rete ferroviaria.
Le origini del progetto di questa ferrovia risalgono alla fine del XIX secolo, quando si cominciò a pensare ad un collegamento diretto fra Palermo e Trapani, visti i lunghi tempi di percorrenza fra i due capoluoghi di provincia con la linea a scartamento ordinario aperta nel 1881 che passava per Mazara del Vallo e Castelvetrano. Il primo progetto dunque riguardava una linea a scartamento ridotto che, attraverso i comuni di Monreale, Altofonte, Piana degli Albanesi (all'epoca Piana dei Greci), San Cipirello, proseguisse per Alcamo e per Calatafimi, raggiungendo poi Trapani. Nel corso degli anni venti però si comincio a pensare ad un collegamento a scartamento ordinario fra Alcamo e Trapani via Calatafimi e Segesta, ed il progetto della ferrovia a scartamento ridotto fu modificato, nel senso che fra Alcamo, Segesta e Gàggera (odierna stazione di Calatafimi) fu pensato un tratto a doppio scartamento, mentre dopo Gàggera la linea doveva proseguire per Calatafimi paese, Vita, Salemi e Santa Ninfa. Nella Guida Rossa "Sicilia" del T.C.I. edizione 1928 viene riportato il progetto della ferrovia secondo quanto appena detto, mentre in un documento della prefettura di Palermo del 1926, relativo all'esproprio di alcuni terreni nel comune di Monreale, la linea viene denominata "Palermo-Calatafimi", ad ulteriore conferma di questa prima fase progettuale.
La presenza sui portali delle gallerie del tratto fino a Piana degli Albanesi di fregi che indicano l'anno VI "era fascista", che andava dal 28 ottobre 1927 al 27 ottobre 1928, fa pensare che i lavori di realizzazione siano iniziati quando ancora il progetto riguardava la linea per Alcamo. Nella guida T.C.I. della Sicilia del 1928, il tratto Palermo-Altofonte viene definito "in avanzato stato di costruzione", mentre del tratto Altofonte-Alcamo viene detto che "i lavori sono iniziati".
Fra il 1928 ed il 1930 però viene ancora una volta ridisegnato il tracciato della linea. Anziché proseguire per Alcamo, dopo S. Cipirello la linea fu deviata decisamente a Sud verso Camporeale. In questa fase progettuale la linea, una volta raggiunto Camporeale, doveva inoltrarsi nella Valle del Belice, passando per Poggioreale e terminando a Salaparuta, sulla linea Castelvetrano-San Carlo. La presenza di fregi che indicano l'anno VIII dell'era fascista (29 ottobre 1929-28 ottobre 1930) sui ponti prima della stazione di Camporeale testimoniano l'avvenuto cambiamento progettuale.
Alcuni reperti fotografici indicano che la linea fu armata tra Palermo e Monreale nel periodo anteriore alla seconda guerra mondiale, lo stesso periodo in cui era in funzione la Tranvia di Monreale. Per quanto riguarda lo smantellamento del binario e più in generale l'abbandono dei lavori, ci sono attualmente due versioni dei fatti. La prima prevede che lo smantellamento sia avvenuto a causa della grande richiesta di materiale rotabile da trasferire in Eritrea, dunque attorno al 1935 per la linea ferroviaria Massaua-Asmara-Biscia durante la Guerra d'Abissinia e per questo fu portato lì e comunque prima della seconda guerra mondiale. La seconda, invece, colloca lo smantellamento nel secondo dopoguerra, da inquadrarsi nel trend generale di abbandono dei progetti e di chiusura di tutte le linee esistenti a scartamento ridotto portato avanti nei 10-15 anni seguenti. Ad ogni modo, una foto aerea della zona del carcere Malaspina a Palermo databile intorno al 1950 mostra un tratto del sedime della ferrovia non armato (nei dintorni dell'attuale Piazza Chopin, vedi più sotto), mentre la cartografia I.G.M. del 1951 mostra ancora lo stesso tratto come "ferrovia in costruzione". La ferrovia sparisce definitivamente dalla stessa cartografia con l'edizione del 1971. Curiosamente la linea è presente come "ferrovia esistente" sulla cartografia Touring Club in scala 1:50.000 (intorno al 1930) nell'intero tratto coperto dalla mappa, mentre viene mostrato l'intero percorso fra Palermo e Salaparuta nella cartografia 1:200.000 del T.C.I. del 1950. Quest'ultima mappa è l'unica che mostra il tratto Camporeale-Salaparuta, l'unico tratto in cui i lavori non furono mai iniziati.

## Descrizione del tracciato e delle opere d'arte
| Unknown route-map component "exKBHFa" |

| Unknown route-map component "exSKRZ-G2BUE" |

| Unknown route-map component "exSKRZ-G2BUE" |

| Unknown route-map component "CONTgq" | Unknown route-map component "xABZgr" |  |

| Unknown route-map component "exSKRZ-G2BUE" |

| Unknown route-map component "exSKRZ-G4o" |

| Unknown route-map component "exSKRZ-G2BUE" |

| Unknown route-map component "exBHF" |

| Unknown route-map component "exSKRZ-G2BUE" |

| Unknown route-map component "exSKRZ-G2BUE" |

| Unknown route-map component "exBHF" |

| Unknown route-map component "exTUNNEL1" |

| Unknown route-map component "exhSTRae" |

| Unknown route-map component "exTUNNEL1" |

| Unknown route-map component "exTUNNEL1" |

| Unknown route-map component "exhSTRae" |

| Unknown route-map component "exTUNNEL1" |

| Unknown route-map component "exTUNNEL1" |

| Unknown route-map component "exBHF" |

| Unknown route-map component "exTUNNEL1" |

| Unknown route-map component "exTUNNEL1" |

| Unknown route-map component "exHST" |

| Unknown route-map component "exTUNNEL1" |

| Unknown route-map component "exBHF" |

| Unknown route-map component "exTUNNEL1" |

| Unknown route-map component "exTUNNEL1" |

| Unknown route-map component "exTUNNEL1" |

| Unknown route-map component "exTUNNEL1" |

| Unknown route-map component "exTUNNEL1" |

| Unknown route-map component "exHST" |

| Unknown route-map component "exhSTRae" |

| Unknown route-map component "exBHF" |

| Unknown route-map component "exBHF" |

| Unknown route-map component "exHST" |

| Unknown route-map component "exTUNNEL1" |

| Unknown route-map component "exHST" |

| Unknown route-map component "exHST" |

| Unknown route-map component "exTUNNEL1" |

| Unknown route-map component "exBHF" |

| Unknown route-map component "exhSTRae" |

| Unknown route-map component "exhSTRae" |

| Unknown route-map component "exHST" |

| Unknown route-map component "exTUNNEL1" |

| Unknown route-map component "exTUNNEL1" |

| Unknown route-map component "exhSTRae" |

| Unknown route-map component "exhSTRae" |

| Unknown route-map component "exBHF" |

| Unknown route-map component "exBHF" |

| Unknown route-map component "d" | Unknown route-map component "exABZg+l" | Unknown route-map component "exdCONTfq" |

| Unknown route-map component "exCONTf" |

Nonostante il fatto che la linea Palermo-Salaparuta sia rimasta incompiuta e i lavori siano cessati da oltre un settantennio, numerosi sono i segni sul territorio ancora oggi riconducibili alla linea.
Sono presenti infatti un buon numero di edifici di stazione (come quelli di Uditore, Baida, Monreale, Altofonte), di caselli (tra cui quello di Uditore) e di ponti e viadotti (tra cui il più noto è quello che sovrasta la borgata palermitana di Boccadifalco e che è, di fatto, un elemento caratterizzante della borgata stessa); esistono inoltre varie gallerie.
Alcuni manufatti sono stati restaurati recentemente (ad es. la stazione di Monreale è diventata sede dell'ASL).
La sede ferroviaria è ancora riconoscibile solo a tratti, che diventano più frequenti allontanandosi da Palermo. Nell'area urbana e periurbana di Palermo, tra Monreale e Pianetto e tra Piana degli Albanesi e San Cipirello l'ex-sedime è stato trasformato per lunghi tratti in strade ordinarie, lungo cui permangono numerose opere d'arte (soprattutto gallerie) e muri di sostegno come vestigia della ferrovia.
Tra Boccadifalco e Monreale, tra Pianetto e Piana degli Albanesi e tra San Cipirello e Camporeale, invece, la sede ferroviaria è spesso riconoscibile come strada campestre o sentiero, seppur con frequenti interruzioni dovute all'inglobamento nei campi circostanti. Frequenti, anche in questi tratti, le opere d'arte, in particolare ponti e viadotti.

### Da Lolli a via Leonardo da Vinci
Lasciata la stazione di Palermo Lolli il binario procedeva affiancato a quello della Ferrovia Palermo-Trapani (quest'ultima a scartamento ordinario), che, fino a circa cinquant'anni fa, non procedeva in galleria come ora, ma in superficie lungo un tratto che sarà poi scavato per far posto alla stazione di Palermo Notarbartolo. In corrispondenza della attuale Via Umberto Giordano, e più precisamente tra le Vie Placido Mandanici e Lorenzo Perosi, la nostra linea si distaccava dalla vecchia sede della Palermo-Trapani e curvava decisamente in direzione Ovest, passando a circa 100 metri a Nord del Carcere minorile Malaspina, in corrispondenza dell'attuale Piazza Federico Chopin, dove si rettifica nuovamente. In tale piazza, e più precisamente inglobato in un giardino condominiale, vi è un muro di cemento che potrebbe aver affiancato il binario.
Poco prima di attraversare la Via Principe di Palagonia con un passaggio a livello il binario fiancheggiava il confine di proprietà del Villino Giammona, una casa privata tuttora esistente, quindi procedeva con un lungo rettifilo corrispondente all'attuale Via Giovanni Paisiello.
Superata l'attuale Viale della Regione Siciliana, il tracciato è ancora visibile essendo stato convertito in una strada privata percorribile per 100 metri circa. Successivamente il tracciato penetra in una zona di lottizzazione a villette della quale costituisce parte della viabilità interna, curvando e disponendosi parallela al vicino canale di Passo di Rigano (oggi interrato sotto la via U.R. 15 in quel tratto), e successivamente attraversa un'area sede di un'attività commerciale. Si giunge così al casello dell'Uditore (Palermo), fra l'attuale via omonima e Via Camillo Camilliani, posto probabilmente in corrispondenza del passaggio a livello con quest'ultima via, che al tempo della costruzione della ferrovia era la vera Via Uditore. Il casello, il primo a partire dalla stazione Lolli, in buono stato di conservazione ed attualmente abitato, è perimetrato da una staccionata in stile ferroviario realizzata all'epoca.
Superato il casello e la Via Camilliani il tracciato prosegue rettilineo in una strada privata per circa 100 metri, prima di essere inglobata in alcune zone sede di attività commerciali (ad es. un concessionario di automobili). Superata la via Beato Angelico, il tracciato entra brevemente in un terreno privato, dove sono visibili alcuni resti dell'antica massicciata. Superata Via Pozzo, il tracciato entra in un campo sportivo, costituendone il confine settentrionale e quindi prosegue rettilineo in aperta campagna fino alla stazione dell'Uditore. Subito dopo la stazione, in discreto stato di conservazione ed attualmente abitata da privati, è visibile il muretto di quell'epoca che delimitava il piazzale della stazione stessa, per un tratto di circa 200 metri, fino ad incontrare l'attuale Viale Leonardo da Vinci, dove tracciato e muretto si interrompono bruscamente.

### Da via Leonardo da Vinci a Baida
Oltre il Viale Leonardo da Vinci, lasciato il quartiere Uditore ed entrato a Passo di Rigano, il tracciato è ancora visibile ma inglobato in un terreno privato, e costituisce il confine fra due agrumeti. Nel breve tratto tra la Via Evangelista di Blasi (all'epoca esistente) e la Via Agordat non ci sono tracce, ma all'angolo tra la via Agordat e la via Dogali, alcune abitazioni private, evidentemente collocate a loro tempo a ridosso del tracciato, hanno una facciata allineata al percorso, in un punto dove iniziava una breve curva che portava il tracciato a puntare decisamente verso ovest e ad iniziare un lungo tratto rettilineo, del quale la attuale Via Dogali è solo l'inizio. Lasciata Via Dogali e superata la Via Roccazzo (all'epoca già esistente) comincia un tratto in decisa salita che si presta molto bene ad essere recuperato, essendo piuttosto largo, fiancheggiato da muri perimetrali di condomini o villette e praticamente sgombro da costruzioni. In questa zona il tracciato prosegue in perfetto rettilineo passando la Via Tembien, la Via Zaire e la Via Cartagine (tra le quali è ora parte di un'area a verde pubblico) e diventa per circa 100 metri una bretella asfaltata che sbocca nella Via U.R.3. Dopo aver attraversato quest'ultima, il tracciato è stato inglobato in alcuni campi sportivi, a ridosso dei quali vi è il casello di S. Isidoro, in ottime condizioni e sede di abitazioni private.
Passato il casello, il tracciato è stato convertito nell'attuale Via Villini a S. Isidoro. Nella parte iniziale di questa via con una notevole pendenza termina il rettilineo di 1,3 km iniziato in Via Dogali e la linea comincia un'ampia curva, anch'essa in forte salita, che porterà ad un cambio di direzione di circa 130 gradi, facendo puntare la linea verso sudest. In questo tratto, l'odierna strada presenta una pendenza così marcata da far dubitare che ricalchi perfettamente il tracciato della ferrovia, per lo meno altimetricamente. Subito dopo un breve rettilineo un'altra piccola curva corregge la direzione in sudovest, cominciando un altro tratto rettilineo durante il quale la Via Villini a S. Isidoro incrocia la Via Alla Falconara (all'epoca esistente, dunque c'era un passaggio a livello). Passata quest'ultima via il tracciato è stato inglobato nel "conventino" dei frati Minori Rinnovati con annessa chiesa, costruita su terreno concesso in uso dal Demanio. Dopo queste costruzioni, si perde ogni traccia del percorso che passava in un punto non precisato sotto il convento di Baida (attualmente sede di Seminario Arcivescovile) ed all'interno delle pertinenze dell'Istituto Zootecnico, fino ad arrivare al cavalcavia sulla Via Luparello, quest'ultimo in eccellenti condizioni. Il cavalcavia introduce il tracciato nel piazzale della stazione di Baida. La stazione, che comprende oltre all'edificio principale, in discrete condizioni ed attualmente abitata da privati, anche un edificio di servizio ed un magazzino merci che sembra essere usato come pollaio. Nei pressi della stazione, è visibile il muro di contenimento dell'epoca che delimita l'area della stazione dalla Via Luparello.

### Dalla stazione di Baida alla stazione di Monreale
Lasciata la stazione di Baida, il tracciato prosegue lungo una strada sterrata per circa 300 metri fino a raggiungere la cantoniera doppia di Baida, un edificio in buone condizioni ed attualmente abitato da privati. Superata la cantoniera, il tracciato curva leggermente e procede verso est. In questo tratto, sebbene sia visibile sia dalle foto aeree che sul terreno, il percorso non può essere seguito per la presenza di recinzioni. In corrispondenza di un imponente muro di contenimento, tuttora in buone condizioni, il tracciato percorre una leggera curva, in un tratto molto panoramico, prima di incontrare la galleria di Baida, prima galleria del tracciato, lunga 140 metri, che separa Baida da Boccadifalco. L'imbocco della galleria lato Baida, in caratteristici mattoncini rossi e volta in pietra, è in buone condizioni e reca inciso uno stemma con il fascio. L'accesso alla galleria non è consentito, in quanto bisognerebbe entrare in un'area privata. Tuttavia, secondo alcune testimonianze raccolte in loco, la galleria di Baida risulterebbe ostruita, non è chiaro se a causa di un crollo della volta in punto dell'interno oppure a causa del materiale di riporto gettato con gli anni nel piazzale antistante il portale sud (lato Boccadifalco) e che ha finito per seppellire interamente il portale.
Uscito dunque dall'ormai sepolta galleria, e dopo un breve tratto su terrapieno, il tracciato supera il Vallone del Paradiso con il ponte di Boccadifalco. Il ponte, lungo 90 metri, e formato da sette campate e sei piloni, nonostante i suoi 90 anni di età, si presenta in condizioni apparentemente eccellenti, senza segni di crepatura alcuna. Il rivestimento in mattoncini rossi del parapetto con fascia sporgente marcapiano e le rifiniture della campate e dei piloni in pietra, tuttora in perfette condizioni, ne fanno un'opera decisamente elegante. La ex-sede ferroviaria sopra il ponte, sebbene interamente ricoperta di vegetazione, è comunque piana, priva di fossi o avvallamenti evidenti. Il parapetto è sormontato da blocchi di pietra incastrati l'uno nell'altro in modo molto efficace, e sono presenti 3 nicchie di ricovero a sbalzo per ogni lato lungo tutta l'estensione del ponte. Il ponte era abbellito da un medaglione bianco, probabilmente in marmo, recante lo stemma del fascio, posto tra la prima e seconda campata più vicina alla galleria di Boccadifalco. Tale medaglione è stato ricoperto con del cemento, presumibilmente, secondo alcuni abitanti della zona, da giovani antifascisti appartenenti ad un circolo spontaneo nato negli anni settanta. Inizialmente costruito in aperta campagna, il ponte ha visto la borgata palermitana di Boccadifalco crescere tutt'attorno a sé, fino ad inglobarlo completamente, diventandone così il simbolo a tutti gli effetti.
Il lato Sud del ponte termina direttamente al portale nord della galleria di Boccadifalco, in un tratto in cui la parete rocciosa è verticale. Il pilone proprio sotto la galleria è stato scavato direttamente nella roccia e pertanto non presenta il frontale con i mattoncini rossi. Il portale della galleria è attualmente murato. Secondo alcune testimonianze raccolte sul posto, la galleria di Boccadifalco è stata usata come deposito di rifiuti prima di essere definitivamente sigillata. Questa galleria è più lunga, quasi 350 metri, e sbocca in un'area in cui l'AMAP l'Azienda che gestisce il servizio idrico integrato nei Comuni della Città Metropolitana di Palermo ha realizzato un impianto con vasche e motori di sollevamento. Il frontale della galleria è in buone condizioni, anche se i mattoncini hanno assunto una tonalità "rosata". Anche questa estremità è stata sigillata. Da questo punto in poi il tracciato presenta un andamento secondo la direttrice Nord-Sud, giungendo dopo 9200 metri dalla Stazione Lolli alla terza galleria della linea, lunga 150 metri. Il frontale della galleria è in discrete condizioni; il medaglione con il fascio littorio è stato asportato. All'interno la volta non appare completata, la roccia deborda in più punti dal profilo, e manca qualunque rivestimento della volta. Lo sbocco è stato parzialmente chiuso con barriere improvvisate.
Superata la galleria presso la quarta casa cantoniera, il percorso si snoda per mezzo chilometro sopra la SP69 decorrendo trecento metri su un terrapieno fino a raggiungere la Fontana del Drago di Monreale, dietro la quale passa un tunnel lungo solo pochi metri, un vero e proprio viadotto "appoggiato" al fianco della collina, con arcata in corrispondenza di un canalone per il deflusso delle acque. Dopo altri 100 m il percorso scompare in un secondo tunnel, che corre sotto la SP69; il tunnel è chiuso con pannelli di legno sul lato est e ha un cancello sul lato ovest, quindi si può presumere che il tunnel servisse in passato come magazzino. Dopo la galleria il percorso segue quella che è l'attuale via Strada Ferrata, e dopo 1150 metri dall'uscita della galleria supera la quinta casa cantoniera presso il depuratore di Monreale, perfettamente conservata ed abitata, con forno esterno funzionante, e dopo altri 650 metri raggiunge la stazione ferroviaria di Monreale. La stazione, con magazzine merci è in ottimo stato, essendo stata ristrutturata ed è la sede della ASL di Monreale, che vi ha realizzato il centro vaccinazioni, la sede del Servizio Sanitario di Urgenza ed Emergenza (118), l'ambulatorio polispecialistico, la Guardia medica, ed alcuni uffici.

### La Valle dell'Oreto (dalla stazione di Monreale alla stazione di Altofonte)
Tra Monreale e Altofonte il tracciato è stato convertito in una strada comunale percorribile in auto il cui nome attuale (via Linea Ferrata del comune di Monreale) ricorda l'antica destinazione.
Subito dopo la stazione ferroviaria di Monreale la linea attraversava un tunnel lungo 450 m, dopo il quale seguiva il tracciato dell'odierna strada locale Via strada Ferrata attraverso la Valle dell'Oreto, e attraversava un tunnel lungo 200 m immediatamente prima di raggiungere la stazione di Fiumelato presso l'Aquapark di Monreale. Dopo la stazione ferroviaria il tracciato attraversava il Fiumelato di Meccini, affluente dell'Oreto, proseguendo in direzione sud-est, ad un chilometro ed ottocento metri dalla precedente, lungo un tratto di strada rettilineo, sorge l'ottava cantoniera, abitata ed in ottime condizioni. Dopo due curve ad ampio raggio ed un altro tratto rettilineo, va strada ferrata ha una leggera deviazione rispetto al tracciato originale effettuando una stretta curva dopo la quale vi è il ponte per l'attraversamento della strada a scorrimento veloce Palermo-Sciacca. La curva, così come il ponte, sono chiaramente di realizzazione successiva. Non è possibile stabilire quale fosse l'andamento originale, ma è probabile che il tracciato descrivesse una curva meno accentuata. Il tracciato viene comunque ripreso subito dopo e dopo altre due curve ci si trova di fronte all'imboccatura di una galleria, lunga 100 metri, e dopo poco più di duecento metri dall'uscita della galleria passa sotto un ponte. Dopo ulteriori 150 metri è possibile vedere la nona cantoniera, ristrutturata, abitata e seminascosta dalla cancellata e dalla vegetazione. Il tracciato procede per altri 350 metri interrompendosi al campo sportivo di Altofonte, costruito sul tracciato, ed il cui ingresso (dalla parte opposta) è la diretta prosecuzione del piazzale della stazione di Altofonte, il cui fabbricato è ancora esistente e in discreto stato, abitato da privati, mentre il magazzino merci è stato demolito e sostituito da una costruzione moderna, più grande, nella stessa posizione.

### Da Altofonte a Santa Cristina di Gela
Lasciata la stazione di Altofonte il tracciato seguiva quella che è l'odierna SP5 seguono cinque gallerie da 80 a 200 metri di lunghezza. All'uscita della seconda galleria, lunga circa 170 metri, ci si trova in uno dei tratti in assoluto più belli del tracciato, che si snoda all'interno di un bosco. Tra la seconda e la terza galleria una casa cantoniera, alla base della quale è stata aggiunta una struttura e con l'edificio originale che non sembra in buone condizioni ed appare disabitato, con le finestre del piano superiore murate. Tra la terza e la quarta galleria una casa cantoniera, ristrutturata ed abitata. Superata la quarta di queste gallerie e fino a Pianetto la sede stradale è stata allargata, ma vi sono diversi ponticelli e gallerie, la cui dimensione è rimasta quella della sede ferroviaria. Questa strada viene percorsa a velocità eccessivamente elevate in rapporto alla larghezza, alla visibilità ed allo stato del fondo stradale. Inoltre, spesso vi transitano dei grossi autocarri, che una volta all'interno della galleria, occupano l'intera sede stradale. Qui il tracciato prosegue con curve poco accentuate. Tra la quarta e la quinta galleria una casa cantoniera, la dodicesima dalla stazione Lolli in pessime condizioni. Alcune gallerie nei pressi di Altofonte furono utilizzate durante la seconda guerra mondiale dalla Wehrmacht tedesca come depositi di munizioni. Circa sette chilometri dopo Altofonte il percorso svolta a sud seguendo la SP38 e 500 metri dopo il cambio di direzione, il percorso supera una casa cantoniera che si trova di fronte ad una pista di go-kart sulla SP38 e dopo altri 650 m raggiunge la fermata Cozzo Vaccheria, il cui edificio è ancora in piedi ma è in pessime condizioni.
Dopo Cozzo Vaccheria, il percorso corre a ovest della SP38 per quasi tre chilometri e in alcuni tratti non è più visibile prima di incrociare la SP38 e circa mezzo chilometro dopo l'incrocio con la SP38 si trova il Ponte Santa Cristina lungo 200 metri e la quattordicesima casa cantoniera. Il percorso svolta poi a nord-ovest e dopo 1700 m raggiunge Santa Cristina Gela, dove si trova la stazione ferroviaria, sotto la città, e oggi abitata da privati.

### Da Santa Cristina di Gela a Camporeale
Dopo la stazione ferroviaria di Santa Cristina Gela, a 400 metri si trova la casa cantoniera numero 15, abitata da privati; la casa cantoniera è stata ristrutturata e sono state aggiunte altre strutture. Il percorso corre in direzione Piana di Albanesi sopra la SP5. A circa mezzo chilometro ad ovest della confluenza tra la SP38 e la SP5, il percorso corre direttamente sopra la strada dove si trova la casa del segnalatore n.16 profondamente variata nell'architettura e con diverse strutture aggiunte.
Il percorso si allontana nuovamente dalla strada e conduce con un ampio arco da nord nella Piana di Albanesi. Poco prima della stazione ferroviaria del paese si trova la casa cantoniera numero 17, disabitata, ma in discreto stato, sebbene dipinta di verde. Il percorso descrive un ampio arco in direzione sud-ovest attorno al Lago di Piana degli Albanesi e dopo la stazione dei Carabinieri, conduce alla stazione di Piana degli Albanesi in pessime condizioni; il tetto del magazzino merci è crollato e parte delle finestre sono murate. Il piazzale retrostante è usato come parcheggio. Dopo la stazione ferroviaria, il percorso conduce a sud con un'ampia curva a sinistra. Dopo l'arco di curva, a 450 metri dalla stazione, si trova la casa cantoniera numero 18, di cui è crollato anche il tetto. Il percorso coincideva per 12 km con quello dell'attuale SP 102 bis dove si trova anche la casa cantoniera numero 19 (Km 39,500), ristrutturata e dipinta di colore rosa. Nei pressi della diga del lago di Piana degli Albanesi si trova l'edificio della fermata Kumeta. Anche questo edificio è stato ristrutturato ed appare pertanto in perfette condizioni. Attualmente il colore è giallo intenso, mentre originariamente era di un rosa simile a quello della casa cantoniera. Cinquecento metri dopo la stazione si trova l'imbocco della tredicesima galleria, lunga 600 metri sotto il Monte Kumeta, che è la galleria più lunga del percorso. Dopo la galleria c'è un arco verso ovest e dopo 1700 m si raggiunge la fermata Masseria Kaggio. L'edificio della fermata è ancora in piedi e in buono stato, ma appare disabitato, tuttavia la presenza di infissi relativamente nuovi e funzionali indicherebbe che viene comunque utilizzato.
Dopo la fermata, a meno di un chilometro, c'è la casa cantoniera numero 20, con il forno esterno; la casa è disabitata ed in cattivo stato, ma le strutture sono ancora in piedi. Dopo un altro chilometro si arriva alla fermata Masseria Cerasa. Anche questa costruzione è disabitata, ma la struttura appare ancora in discrete condizioni. Dopo ulteriori 500 metri si trova l'imboccatura dell'ultima galleria lunga 130 metri, poi a 350 metri c'è la casa cantoniera numero 21, le cui condizioni sono peggiori di quelle della precedente con il tetto che appare mancante. La casa cantoniera numero 22, abitata, ristrutturata, ridipinta, con giardino, ma ancora ben riconoscibile, si trova nel punto in cui si dirama la strada per Monte Iato, dove si trova il sito archeologico di Iaitas. Il percorso dopo aver superato la casa cantoniera numero 23, in buone condizioni, avendo subito notevoli lavori di ristrutturazione, con cambiamento della configurazione delle finestre, raggiunge la stazione ferroviaria di San Cipirello, in perfette condizioni, essendo stata ristrutturata e riconvertita in sede di una cantina sociale, con il magazzino merci adibito a rivendita.
Dopo la stazione ferroviaria il percorso compie un ampio arco in direzione sud e passa prima sotto l'attuale SP2 e poi ad ovest della stessa. Nel punto in cui il percorso lascia la SP2 si trova un ponte ad arco in pietra lungo 130 metri, subito seguito dalla casa cantoniera numero 24, in cattive condizioni, con il tetto mancante, ma con i muri perimetrali ancora integri. Dopo circa due chilometri si trova la casa cantoniera numero 25, in condizioni peggiori della precedente, ma anche qui i muri perimetrali sono intatti, e, dopo centotrenta metri un ponte in pietra lungo 140 metri leggermente arcuato. Il percorso effettua poi un'ampia curva a destra e dopo circa 1200 metri raggiunge la fermata Balletto, dove l'edificio si presenta ancora in discrete condizioni. Poco dopo la fermata si trova la casa cantoniera numero 26, il cui tetto è crollato. Dopo aver attraversato la SP111, il percorso passa davanti alla casa cantoniera numero 27, ormai ridotta a rudere. Prima di Camporeale il percorso si dirige nuovamente verso ovest e attraversa sotto due colline con le gallerie 15 e 16, ora interrate e non più visibili; il percorso si avvicina alla SP20, dove si trova anche la casa cantoniera numero 28, anche questa diroccata e in pessime condizioni, solo un po' migliori di quelle della precedente. Sulla strada per Camporeale ci sono due brevi ponti ad arco in pietra che, a differenza delle strutture precedenti, sono progettati con archi ribassati: il primo, a quattro archi, lungo 70 metri, il secondo, a cinque archi, lungo 90 metri. Circa 900 metri dopo il secondo ponte si trovano i ruderi del posto di guardia numero 29 a 64750 metri dalla Stazione Lolli. In questo punto termina il percorso in quanto non venne più costruita la stazione ferroviaria di Camporeale, così come non veniva più realizzata la prosecuzione per Salaparuta.

## Edifici
Gli edifici lungo il percorso furono costruiti secondo progetti standardizzati, ma questi furono modificati nel tempo. Le case cantiniere dalla prima alla nona sono a due piani con una pianta di 8 × 10 metri e una finestra per piano sui lati anteriori dell'edificio. A partire dalla decima casa cantoniera la planimetria fu ampliata a 10 × 10 metri e sui lati anteriori furono disposte due finestre per piano.
Per le stazioni ferroviarie c'erano tre progetti:
- Le stazioni ferroviarie più importanti disponevano di un edificio con una pianta di 18×20 metri, con quattro finestre sul lato lungo e tre finestre per piano sul lato anteriore. Al fabbricato principale esso era annesso il capannone merci della superficie di 12×12 metri.
- Le stazioni ferroviarie più piccole avevano un edificio di accoglienza a pianta di 16×8 metri con tre finestre sul lato lungo e una sola sul lato anteriore. L'annesso capannone merci misurava 11×7 metri.
- Le fermate nelle zone rurali non disponevano di un capannone merci, ma solo del fabbricato viaggiatori delle piccole stazioni ferroviarie.

La stazione ferroviaria di Santa Cristina Gela non è conforme alle progettazioni tipo sopra descritte. Il fabbticato viaggiatori ha all'incirca la stessa lunghezza di quello delle piccole stazioni ferroviarie, ma è molto più largo con tre finestre sul davanti.

## Considerazioni su un eventuale recupero del tracciato
La Legge Regionale n. 9/96 attribuisce alle Province Regionali competenza in materia di promozione e sviluppo del territorio, anche con la creazione di infrastrutture turistiche di livello sopracomunale.
L'Azienda Provinciale per l'incremento turistico della Provincia di Palermo è da anni impegnata in studi e progetti finalizzati al recupero della viabilità storica e delle infrastrutture ferroviarie dismesse ai fini della promozione del territorio provinciale.
I due Enti hanno stipulato un apposito protocollo per la progettazione di un articolato sistema di percorsi ciclabili e vie verdi strutturati sul sistema ferroviario dismesso, da affiancare, come corridoi ecologici ausiliari, alla rete ecologica propriamente detta.
Ne è scaturito il “Piano generale di riconversione in percorsi ciclabili del sistema ferroviario dismesso della Provincia di Palermo con funzione di vie verdi e corridoi ecologici” presentato all'Assessorato regionale territorio ed ambiente e dallo stesso approvato (ex art.5 DPR 357/97 e s.m.i.) con nota nº 66483 del 4 nov. 2005. Tale piano comprende anche il tracciato della ex-ferrovia Palermo-Salaparuta. Successivamente, è stato realizzato il progetto di un intervento di riconversione (vedi nota 2) che riguarda solo un sottoinsieme delle ferrovie dismesse identificate nel Piano (principalmente la ferrovia Palermo-Corleone-San Carlo), dal quale è esclusa la ferrovia oggetto di questa pagina. Tuttavia nella relazione si legge che sono stati predisposti elaborati tecnici di approfondimento per le tratte ricadenti nel comune di Monreale e nel comune di Altofonte, dalla quale si presume che il tracciato della Palermo-Salaparuta sarà oggetto di un progetto successivo ancora da formulare.
In generale, possiamo dire che, nonostante siano passati quasi 90 anni dalla costruzione della linea, le prospettive di recupero ai fini dell'utilizzo come pista ciclabile sono ancora buone, anche nel tratto attualmente ricadente nell'area urbana di Palermo. I problemi maggiori si riscontrano in corrispondenza di alcuni tratti inglobati in recinzioni (probabilmente tuttora di proprietà del demanio e date in affitto a privati) e in corrispondenza delle cantoniere e delle stazioni attualmente abitate (cioè quelle del tratto fino a Monreale, che erano state già assegnate a casellanti e capistazione, e che sono tuttora abitate dagli eredi), per i quali si dovranno predisporre percorsi alternativi. C'è da precisare però che lo stato del sedime e di alcune gallerie renderebbero l'intervento di riqualificazione alquanto oneroso.